# Sidney V. Haas
Pour les articles homonymes, voir Haas.
Sidney Valentin Haas, M. D. (1870-1964), était un pédiatre américain qui a contribué à la lutte contre la maladie cœliaque.
Haas est né à Chicago et a déménagé à New York quand il avait six ans. Il a suivi les cours de la New York University School of Medicine et de l'Université Columbia en médecine et chirurgie.
En 1924, Haas est remarqué pour avoir publié un article médical décrivant en détail son utilisation d'un régime alimentaire à base de bananes, pour le traitement d'enfants atteints de la maladie cœliaque. Haas conclut alors que les bananes permettent la digestion de l'amidon et la transformation du sucre de canne en fructose, ce qui permet de prévenir la survenue des diarrhées dues à la maladie cœliaque,. Cette recherche de Haas a conduit à formuler un guide de régime alimentaire spécifique, avec bouillon et légumes, qui est nommé en langue anglaise : Specific Carbohydrate Diet, il s'agit de restreindre l'utilisation des hydrates de carbone complexes (disaccharides et polysaccharides) et d'éliminer les sucres raffinés, le gluten et l'amidon de la ration alimentaire.
C'est surtout aux Pays-Bas en 1944 que le Dr William K. DICKE constata que l'absence totale de farine de blé -remplacée par l'amidon de pomme de terre, ou du sarrasin- avait, de façon imprévisible, soulagé les douleurs des petits malades hospitalisés pour la maladie coeliaque. La forte mortalité (culminant à 35 %) avait cessé. Et une fois le pain de blé réintroduit dans leur alimentation, hélas beaucoup de ces enfants moururent.
Une autre déduction s'imposa alors : les bananes n'étaient pas les seules en cause dans le rétablissement des jeunes malades de HAAS. L'éviction du gluten avait été bien plus bénéfique pour traiter la coeliaque.
Au cours de sa carrière, Haas a traité plus de 600 cas de la maladie cœliaque. En 1951, il a écrit avec son fils, le Dr Merrill P. Haas, The Management of Celiac Disease.